# Stazione di Annone Veneto (1913)
La stazione di Annone Veneto, talvolta citata come "Annone Veneto-Pravisdomini", era una fermata ferroviaria posta sulla linea San Vito-Motta di Livenza al servizio dell'omonimo comune.

## Storia
La stazione venne inaugurata il 30 giugno 1913 con gli altri impianti presenti sulla tratta in concomitanza con l'apertura al servizio della linea.
Durante la prima guerra mondiale gli austro-ungarici occuparono la stazione ed usarono il suo piazzale come deposito materiali e di munizioni destinati al fronte. Durante gli ultimi anni della guerra sui binari della stazione erano rimaste, a causa dell'impraticabilità della linea, delle ALn 556 Littorine che furono depredate e vandalizzate.
Nel 1959 tutti gli impianti sulla linea vennero trasformati in fermate (ad eccezione di Pravisdomini che lo era già).
Venne chiusa al traffico passeggeri il 1º agosto 1967 con la chiusura al traffico di tutta la linea mentre quello merci sopravvisse fino al 1978. L'impianto venne definitivamente soppresso il 15 aprile 1987 con la soppressione della tratta.
La sua denominazione è stata assunta nel 2002 dalla fermata che si trova sulla Treviso-Portogruaro.

## Strutture e impianti
La stazione strutturalmente era più grande delle altre: possedeva all'interno del fabbricato viaggiatori due sale d'aspetto, un deposito merci interno e i servizi igienici esterni. Al primo piano dell'edificio c'erano due alloggi per il personale.
Era dotata di un piazzale di 2 binari e di uno scalo merci. Questo possedeva un piano caricatore, un magazzino, una bilancia a ponte da 30 tonnellate e di un tronchino di accesso.
Al 2010 è in stato di abbandono: il tetto dell'edificio è parzialmente crollato, mentre i binari sono invasi dalla vegetazione spontanea. L'attiguo scalo merci non si presenta in condizioni migliori: il piano caricatore e il tronchino sono immersi dalla vegetazione.

## Servizi
La stazione era dotata di:
- Biglietteria a sportello
- Sale d'attesa
- Servizi igienici
- Deposito bagagli con personale[5]